# Higuera la Real (kommunhuvudort)
Higuera la Real är en kommunhuvudort i Spanien.   Den ligger i provinsen Provincia de Badajoz och regionen Extremadura, i den sydvästra delen av landet, 400 km sydväst om huvudstaden Madrid. Higuera la Real ligger 623 meter över havet och antalet invånare är 2 496.
Terrängen runt Higuera la Real är kuperad västerut, men österut är den platt. Runt Higuera la Real är det glesbefolkat, med 16 invånare per kvadratkilometer. Närmaste större samhälle är Fregenal de la Sierra, 4,4 km nordost om Higuera la Real. 